# Atlanta Flames

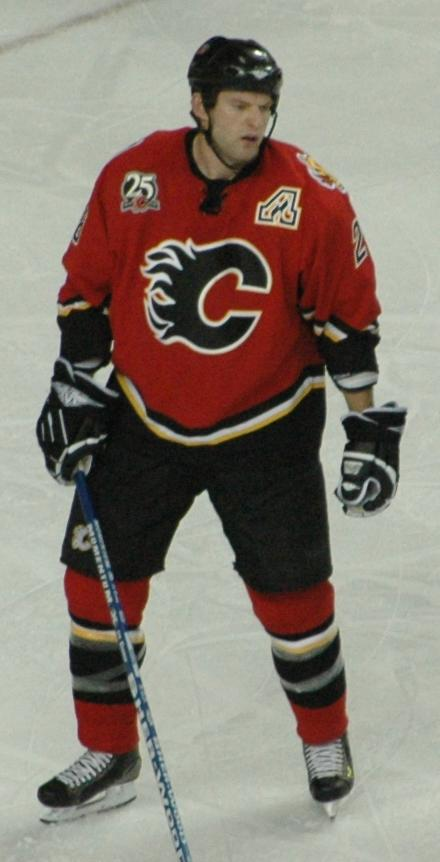
De 'A' is het logo van Atlanta

De Atlanta Flames was een ijshockeyteam uit de National Hockey League dat speelde in Atlanta, Georgia. De club speelde van 1972 tot 1980 in Atlanta, waarna het naar Calgary vertrok en de naam veranderde in de Calgary Flames.

## Geschiedenis
In 1968 kwamen de Atlanta Hawks naar Atlanta, waarop de stad een nieuw stadion moest bouwen om de basketbalploeg onderdak te bieden. Het stadion dat gebouwd werk bleek ook geschikt voor ijshockeywedstrijden. De NHL gaf in 1972 toestemming aan de stad om een eigen ijshockeyteam te starten. Eigenlijk wilde de NHL nog geen uitbreiden, maar de dreiging van de World Hockey Association zorgde ervoor dat NHL grote steden toestemming gaf om hockeyteams te beginnen. In Atlanta kwam de Atlanta Flames, samen met de New York Islanders de NHL versterking bieden.
De Flames vielen op door hun frisse spel; dankzij goede scouts handelde het team goed in de drafts waardoor het team vol jonge talenten zat. De talenten speelden verrassend goed, veel beter dan de Islanders en de Kansas City Scouts en de Washington Capitals, allemaal teams die nieuw waren in de NHL. Atlanta haalde vaak de play-offs van de Stanley Cup, maar alle keren vlogen ze er kansloos in de eerste ronde uit, wat verband had met de jonge leeftijd van de spelers.
Ondanks de meevallende sportieve prestaties, was het stadion nooit vol. De toeschouwers uit Atlanta lieten het afweten en de ploeg kreeg te maken met rode cijfers. Om het team te redden, werd het in 1980 voor $16 miljoen verkocht aan een Canadese zakenman die het team liet spelen in Calgary. In Calgary werd het team wel succesvol in de play-offs, ze wonnen de Stanley Cup in 1989. Het teken van de alternate bij de Calgary Flames is in de vorm van het logo van de Atlanta Flames (een brandende A), een herinnering aan de wortels van het team.
In 1999 kreeg Atlanta een nieuwe franchise: de Atlanta Thrashers.